# Ian McConnachie
Ian McConnachie (10 januari 1965) is een Brits voormalig motorcoureur. Hij is eenmalig Grand Prix-winnaar in het wereldkampioenschap wegrace.

## Carrière
McConnachie maakte in 1983 zijn internationale motorsportdebuut in de 50 cc-klasse van het wereldkampioenschap wegrace, waarin hij op een Rudge reed. Hij scoorde geen WK-punten en een dertiende plaats in San Marino was zijn beste resultaat. In 1984 hield het WK 50 cc op te bestaan, waarop McConnachie overstapte naar de 80 cc- en 125 cc-klassen. In de 80 cc reed hij in de seizoensfinale in San Marino op een Casal, waarin hij veertiende werd. In de 125 cc reed hij voor MBA in de Grand Prix van Groot-Brittannië en eindigde hierin op plaats 21.
In 1985 reed McConnachie een volledig seizoen in het WK 80 cc op een Krauser. Hij kwam tot scoren in alle races die hij finishte en in de seizoensfinale in San Marino behaalde hij zijn eerste podiumplaats. Met 33 punten werd hij zesde in de eindstand. Hiernaast reed hij twee races in het WK 125 cc op een MBA, waarin zijn beste resultaat plaats 21 in Spanje was. In 1986 behaalde hij in de 80 cc podiumplaatsen in Duitsland en Joegoslavië, voordat hij in zijn thuisrace zijn enige Grand Prix-zege behaalde. Met 50 punten werd hij opnieuw zesde in de eindstand.
In 1987 behaalde McConnachie drie podiumplaatsen in Joegoslavië, Groot-Brittannië en San Marino. Ook behaalde hij zijn enige pole position in Tsjecho-Slowakije. Met 53 punten werd hij vijfde in het kampioenschap. Hiernaast schreef hij zich in voor vier races in het WK 125 cc, maar hij verscheen enkel in Frankrijk aan de start; hij wist deze race niet te finishen. In 1988 begon hij het seizoen in de 80 cc op een Autisa, waarin hij enkel met een tiende plaats in Spanje tot scoren kwam. Vervolgens stapte hij voor Cagiva over naar de 125 cc. Ook hier was een tiende plaats in Duitsland zijn beste klassering. In de 80 cc eindigde hij met 6 punten op plaats 22, terwijl hij in de 125 cc met 10 punten op plaats 28 eindigde. In 1991 keerde hij na drie jaar terug in het WK 125 cc op een Honda en kwam enkel met een elfde plaats in Italië tot scoren. Met 5 punten eindigde hij op plaats 34 in de rangschikking. Hierna stopte hij als motorcoureur.